# Uljara
Uljara je pogon za proizvodnju ulja u kojem se prerađuju plodovi maslina, koštice suncokreta i buča, te drugih poljoprivrednih kultura u maslinovo, suncokretovo, bučino ili drugo ulje.
U sjevernim kontinentalnim dijelovima Hrvatske ulje se proizvodi uglavnom iz bučinih i suncokretovih koštica, te iz uljane repice i soje.
Na području Dalmacije, Istre i Kvarnera uobičajena je prerada maslina koja se vrši u specijaliziranim sabirnim-otkupnim centrima za masline i maslinovo ulje. Većina modela uljara su Pieralisi-jesi-Italia i to metodom centrifugiranja i hladnim prešanjem gdje ulje ne mjenja svoj kemijski sastav i uvelike dobiva na kakvoći i postojanosti. Takvo maslinovo ulje dobiveno metodom hladnog prešanja smatra se najzdravijim među sadašnjim metodama prerade.
U starim vremenima maslinari su prerađivali plodove svojih maslina u starim zadružnim pogonima metodom istiskivanja ulja uz pomoć visokotlačnih preša ili uz pomoć turnja koji su pokretani ljudskom snagom.
U današnje vrijeme moderne tehnike dolazimo do zaključka o visokokvalitetnom ulju dobivenom vrhunskom tehnologijom.